# 石惠君
石惠君（1966年1月19日—），台灣歌仔戲演員，工旦行，原名石若妤，現職國立臺灣戲曲學院歌仔戲學系專任教師。

## 家門
她是臺南縣新營鎮（今臺南市新營區）人，父親石文戶是歌仔戲導演；母親王彩美，小名「金寶」是歌仔戲旦行演員。

## 學藝
1982年考進華視神仙歌劇團做學生，在團長葉青身段武術指導陳昇琳教導下學戲，同學有狄鶯、林美照、陳秀嫦、蘇雲裳（蘇恩嬅）等。
她在神仙歌劇團第一部戲《瀟湘夜雨》首次演出，1987年暫離歌仔戲界前，神仙歌劇團的每一部戲裡都有她的演出身影。

## 成名
1989年回到歌仔戲界，先在華視李如麟歌仔戲團做旦行主演，往后葉青歌仔戲團的每部戲裡，她都是旦行主要演員。
1991年在國家戲劇院世界首演的《曲判記》是她參加大型舞台歌仔戲公演的開始，從此展開與河洛歌子戲團的合作直到現在，與唐美雲歌仔戲團、許亞芬歌子戲劇坊等劇團也合作了多部大型舞台歌仔戲。
她的演出作品《孔明三氣周瑜》、《皇帝秀才乞丐》、《浮沉紗帽》、《欽差大臣》、《彼岸花》、《風起雲湧鄭成功》得到行政院新聞局金鐘獎的傳統戲劇獎。

## 電視歌仔戲演出作品
- 葉青歌仔戲
  - 《瀟湘夜雨》飾翠香
  - 《灞橋煙柳》飾蓮英
  - 《岳飛》 飾完顔蓉
  - 《蛇郎君》 飾銀裳
  - 《紅鬃烈馬》飾春蘭
  - 《孟麗君》飾柳翠媛
  - 《斷腸紅》飾柳小雪
  - 《秋霜燕子飛》飾蘇蕙蓮
  - 《才子佳人之金枝玉葉》飾九妹
  - 《才子佳人之玉堂春》飾春錦
  - 《薛丁山救五美》飾刁月娥
  - 《趙匡胤》飾  小雪 、高賽花
  - 《描金扇》飾桂萼夫人
  - 《巫山一段雲》 飾蘇仰仰
  - 《彩雲天涯》飾鳳姑娘
  - 《楊家將》飾青蓮公主
  - 《周公與桃花女》飾繡菊
  - 《新七俠五義》飾雨墨
  - 《孔明三氣周瑜》飾孫尚香
  - 《玉樓春》飾小周后（周女英）
  - 《伍子胥過昭關》飾夢贏公主
  - 《皇甫少華與孟麗君》飾蘇映雪
  - 《陳三五娘》飾益春
  - 《梁山伯與祝英台》飾七嫂
  - 《薛平貴與王寶釧》飾王寶釧
  - 《白蛇傳》飾青蛇
  - 《秦淮煙雨》飾蘇紅梅（韋千秋）
- 李如麟歌仔戲
  - 《鐵膽英豪》飾洪汶珊
- 黃香蓮歌仔戲
  - 《東漢演義》飾林玉芳
  - 《羅通掃北》飾綠霞公主
  - 《大唐風雲錄》飾常欣（客串演出）
- 河洛歌仔戲
  - 《闖堂救婿》飾春草
  - 《私生子》
  - 《三戲正德皇帝》
  - 《千古長恨》
  - 《漢宮怨》
  - 《太子復仇》
  - 《鳳冠夢》
  - 《貞節牌坊》
- 公視歌仔戲
  - 《斷機教子》 飾愛玉
  - 《唐伯虎點秋香》 飾秋香
- 開元藝坊歌仔戲
  - 《棒打薄情郎》飾金玉奴
  - 《喬太守錯點鴛鴦譜》飾孫玉郎
  - 《西廂記》飾紅娘
  - 《王老虎搶親》飾王月英
  - 《烏龍院》
- 廟口歌仔戲
  - 《鄭元和與李亞仙》 飾李亞仙
  - 《陳三五娘》 飾益春
  - 《郭曖與公主》 飾昇平公主
  - 《順治與董小宛》 飾董小宛
  - 《周公鬥桃花女》 飾桂花
- 小明明歌仔戲
  - 《洛神》飾甄宓
- 陳亞蘭歌仔戲
  - 民視《天龍傳奇》飾張貴妃
- 唐美雲歌仔戲
  - 《菩提禪心之佛食馬麥》 飾阿寶
  - 《菩提禪心之火宅》 飾小茄／夫人
  - 《菩提禪心之一語墮紅塵》 飾安琪華
- 許亞芬歌仔戲
  - 《菩提禪心之孫陀利謗佛》 飾孫陀利／鹿相

## 大型舞台歌仔戲公演主演作品
- 《冉冉紅塵》--葉青歌仔戲團
- 《曲判記》--河洛歌子戲團
- 《天鵝宴》--河洛歌子戲團
- 《殺豬狀元》--河洛歌子戲團
- 《皇帝秀才乞丐》--河洛歌子戲團
- 《吳漢殺妻》--秀枝歌劇團
- 《鳳凰蛋》--河洛歌子戲團
- 《欽差大臣》--河洛歌子戲團
- 《十五貫》--河洛歌子戲團
- 《命運不是天註定》--河洛歌子戲團
- 《賣身做父》--河洛歌子戲團
- 《新鳳凰蛋》--河洛歌子戲團
- 《秋風辭》--河洛歌子戲團
- 《彼岸花》--河洛歌子戲團
- 《新天鵝宴》--河洛歌子戲團
- 《太子回朝》--河洛歌子戲團
- 《東寧王國》--河洛歌子戲團
- 《竹塹林占梅》--河洛歌子戲團
- 《良弓吟》--河洛歌子戲團
- 《梁皇寶懺》--河洛歌子戲團
- 《慈悲三昧水懺》--許亞芬歌仔戲劇坊
- 《風起雲湧鄭成功》--河洛歌子戲團
- 《山寨情仇》--河洛歌子戲團
- 《呂洞賓》--河洛歌子戲團
- 《陳三五娘》--廖瓊枝歌仔戲
- 《阿闍世王》--許亞芬歌仔戲劇坊
- 《冉冉紅塵》--華藝戲劇團
- 《紅線傳情》--華藝戲劇團
- 《江南第一風流才子》--黃香蓮歌仔戲團
- 《嘉慶君遊台北》 -黃香蓮歌仔戲團
- 《光目女救母》--唐美雲歌仔戲團
- 《榮華似夢后妃情》--華藝戲劇團
- 《媽祖護眾生》--蘭陽戲劇團
- 《撿紅包》--華藝戲劇團
- 《無影》--明德少女歌劇團
- 《鍾馗嫁妹》- 石惠君戲曲劇坊
- 《金水橋畔》-唐美雲歌仔戲團
- 《新梁祝》- 唐美雲歌仔戲團
- 《一代高僧-鳩摩羅什》-許亞芬歌仔戲劇坊
- 《楊乃武與小白菜》-許亞芬歌仔戲劇坊
- 《蝴蝶夢》-許亞芬歌仔戲劇坊
- 《錯配姻緣》-蘭陽戲劇團
- 《琉璃閣》-蘭陽戲劇團
- 《仲夏夜之夢》
- 《唐伯虎點秋香》-蘭陽戲劇團
- 《聽琴圖》
- 《楊宗保與穆桂英》- 石惠君戲曲劇坊

## 電視劇作品
- 1990年 華視 《白牡丹》 [1] 飾 淑美
- 1995年 台視《濟公》瘋女劫 飾 趙玉貞
- 1998年 台視《布袋和尚》第一單元：變臉 飾 賣唱女(璇兒)
- 1998年 台視《李鐵拐》第四單元：江水劫 飾 龍王三公主、龍珍珠
- 民視《白賊七》乞丐趕廟公 飾   金枝
- 民視《台灣奇案》諸羅觸口我吃濟公十八年、諸羅觸口濟公的查某子 飾 葉惠英
- 民視《台灣奇案》海豐堡、海豐堡藏寶圖 飾 陸瑞香

## 經歷與獲獎
- 2014年，獲北市西區扶輪社「台灣文化獎」
- 2014-2016年，受邀擔任文化部新苗劇場前場總監
- 2021年，擔任戲曲中心「朝戲講堂」策展人
- 2021-2022年，擔任國家文化藝術基金會評委
- 2023年，以作品《聽琴圖》入圍第34屆傳藝金曲獎「戲曲表演類最佳演員獎」

## 外部連結
- 台灣行政院文化建設委員會國家文化資料庫石惠君網頁
- [  https://www.facebook.com/shih0119/ （页面存档备份，存于）           石惠君的官方粉絲團]